# Abbazia di San Giovanni in Argentella
L'abbazia di San Giovanni in Argentella si trova alla fine di un tortuoso sentiero, fra gli ulivi e i vigneti delle colline intorno a Palombara Sabina; dista circa 3 km dal centro abitato e circa 36 km da Roma. È possibile raggiungerla percorrendo una diramazione posta al 34,700 km della strada provinciale 23a, detta anche via Palombarese, in direzione di Santa Lucia di Fonte Nuova.
Deve la denominazione "in Argentella" alla presenza di una sorgente in fondo alla valle, con cui probabilmente era in comunicazione fin dalla primissima edificazione. L'acqua di una fonte che tuttora sgorga nel sotterraneo della cripta, un tempo era ritenuta terapeutica e miracolosa. Secondo la tradizione i cittadini erano soliti bagnarvisi il 24 giugno, giorno della festa di san Giovanni Battista.

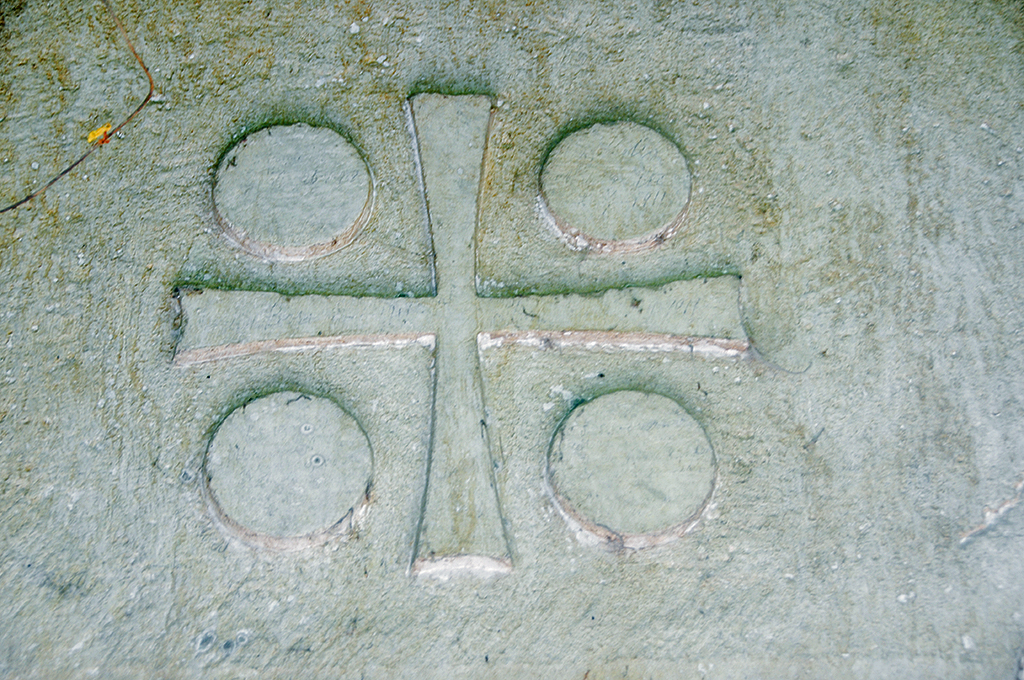
Croce sopra il portale

Negli ultimi anni è stata oggetto di incuria e abbandono con derivato decremento di turismo. L'abbazia dipende dalla curia e non dall'amministrazione comunale.
Attualmente viene gestita da un unico custode ed è possibile visitarla solo in determinati giorni della settimana.

## Storia
Non è facile stabilire l'epoca della fondazione dell'intero complesso; la verità storica in merito alle origini, all'uso della struttura, all'interpretazione degli affreschi, è ancora un mistero.
Un ornamento scolpito nella lunetta sopra il portale, composto da una croce a bracci uguali con quattro dischi posizionati tra un braccio e l'altro, ha suscitato diverse interpretazioni: si è ritenuto che fosse un simbolo legato all'acqua, in quanto uguale a quello usato nella cartografia moderna per indicare la presenza di sorgenti; o che fosse un simbolo significativo nell'ambito dell'alchimia. Ma l'interpretazione che per lungo tempo ha prevalso, diffusa e argomentata sulle guide ufficiali, attribuiva all'abbazia origini orientali, più precisamente greche: greca quindi era considerata la croce nella lunetta, greche le figure raffigurate negli affreschi interni, greche le loro vesti.
L'ipotesi ultimamente più accreditata sembra essere quella che invece considera l'ornamento un simbolo dell'ordine benedettino, già in uso in questa forma nel VI secolo. Che l'abbazia fosse dei benedettini lo proverebbero anche antichi documenti risalenti agli anni 998, 999 e 1010. Pur mancando fonti documentarie precedenti all'anno 998, studi recenti sembrano concordi nell'attribuire all'abbazia origini alto-medievali. Si suppone inoltre che la consacrazione sia da ascrivere ai Longobardi, particolarmente devoti a san Michele arcangelo e a san Giovanni Battista.
Il primo oratorio, probabilmente un edificio bizantino del IV secolo, venne edificato sulle fondamenta di una preesistente costruzione romana, forse una villa o forse un luogo di culto; prova ne è il ritrovamento di possenti muri sotto il pavimento tardo barocco della navata centrale della chiesa, emersi durante la campagna di restauri condotta negli anni settanta. Il terzo edificio, quello romanico, cioè l'odierna chiesa, ha rispettato il precedente, conservandone importanti elementi, come la cripta, ora seminterrata, un semplice presbiterio in muratura, l'altare maggiore e il ciborio.
Si suppone che la costruzione fosse in funzione nell'VIII e IX secolo, epoca di fioritura in Italia del monachesimo, e quindi anche dell'ordine benedettino, quando la Sabina, con il ducato di Spoleto, era stata donata da Carlo Magno a papa Adriano I.
La guida benedettina consentì all'abbazia di vivere un periodo fiorente in autonomia, e di estendere il proprio patrimonio fondiario. Nel 1284 il monastero venne affidato dal cardinale e signore di Palombara Jacopo Savelli a una piccola comunità, appartenente all'ordine Guglielmita, che vi rimase circa 100 anni. A loro si devono importanti interventi architettonici, uno dei quali fu un vano sulla navata di destra, dove ricavarono una cappella da consacrare al loro santo; probabilmente furono autori anche dell'affresco Adorazione della croce, posto all'interno del vestibolo, poi nascosto dalla costruzione di un avancorpo in facciata.
Nel 1445 inizia il declino dell'intero complesso, causato dal definitivo abbandono da parte dei monaci. Successivamente fu dato in commendam, ad abati discendenti di casa Savelli fino al 1659, poi ad altri abati e contadini che non ebbero alcuna cura della struttura, causandone la rovina. L'ultimo cardinale che, visitando l'abbazia nel 1815, ordinò lavori di manutenzione, fu Lorenzo Litta, ma non è certo che le sue disposizioni siano state eseguite.
Rimasta a lungo abbandonata, l'abbazia dal 1963 ospita alcuni membri della Fraternità dei Santi Nicola e Sergio, una piccola comunità laica che abita alcuni locali sopra la chiesa, divenuti pertanto proprietà privata, quindi difficilmente accessibili. Gli occupanti svolgono funzioni di custodia dell'edificio e ne curano volontariamente l'apertura al pubblico.
Nel 2019 ha ospitato alcune riprese della serie Rai Pezzi unici.

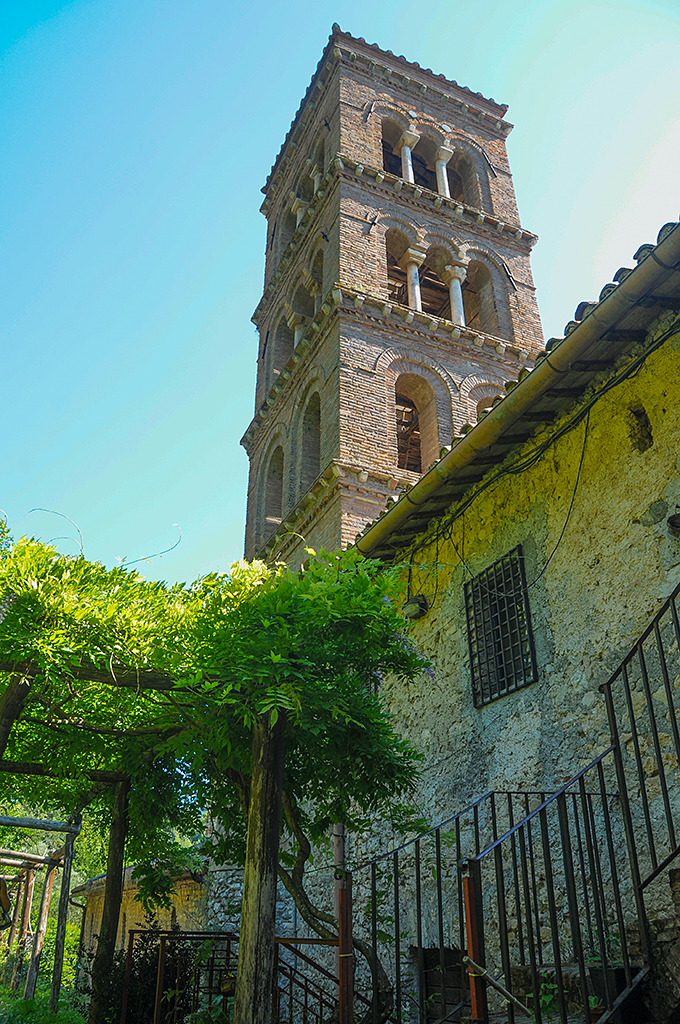
Campanile

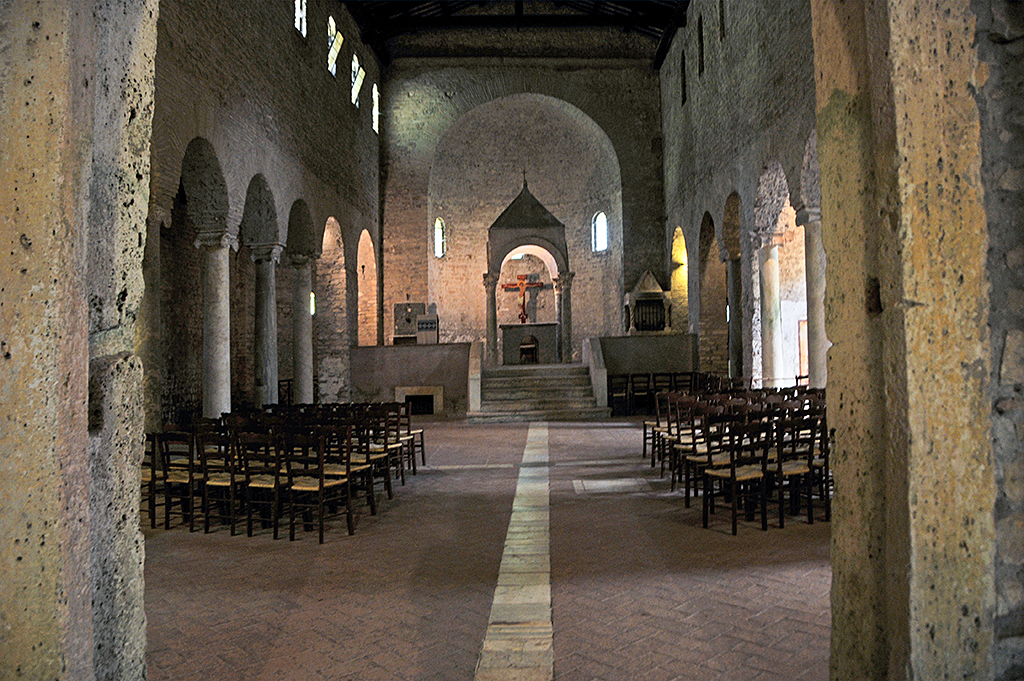
Interno

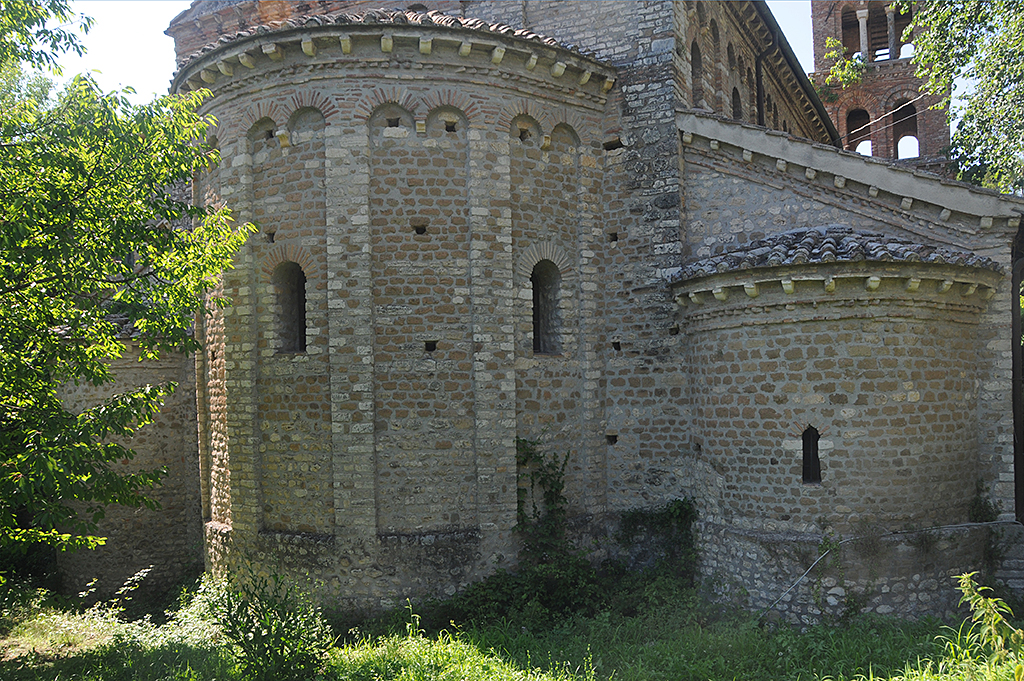
Abside

## Descrizione
La contaminazione architettonica tipica della struttura rende difficile datare i vari rimaneggiamenti succedutisi nel tempo, avvenuti quasi sempre con il reimpiego di antichi elementi.

### Esterno
La chiesa nel suo aspetto attuale è un imponente edificio in stile romanico. È costruita con pietre irregolari, del tipo tufo giallo, e da pietre connettive; le pareti longitudinali recano strisce bianche regolari di pietra calcarea. 
Sulla sinistra si erge il campanile in laterizio munito di monofore, bifore e trifore; è sorto almeno un secolo dopo la chiesa, probabilmente a più riprese, con l'impiego di materiale di spoglio. È ben visibile il punto in cui la nuova struttura si innesta sulla più antica. La cella campanaria ospitava una campana, ricevuta in dono dai gugliemiti di Perugia nel 1330, danneggiata e rimossa presumibilmente nel 1820. La parte di struttura verso il campanile, le arcate delle finestre e parte del tetto sono state ricostruite nel 1880.
La facciata è in buono stato di conservazione; l'avancorpo, un corpo di fabbrica addossato ad una precedente facciata, risulta già descritto in un protocollo del 1594 scoperto di recente; probabilmente è stato eretto nel XIV secolo con funzioni conventuali. La sua edificazione nascose un nartece e alcuni affreschi. L'attuale portale è adornato da un protiro.
L'abside centrale ha tre finestre slanciate delimitate da una ghiera, ed è ornata da lesene unite da coppie di archetti pensili. Le absidi laterali sono più piccole e disadorne; hanno tre finestre ciascuna.
Poco è rimasto degli edifici coevi in uso al convento che si sviluppavano all'altezza dell'abside laterale destra, dove erano anche il chiostro e gli orti.

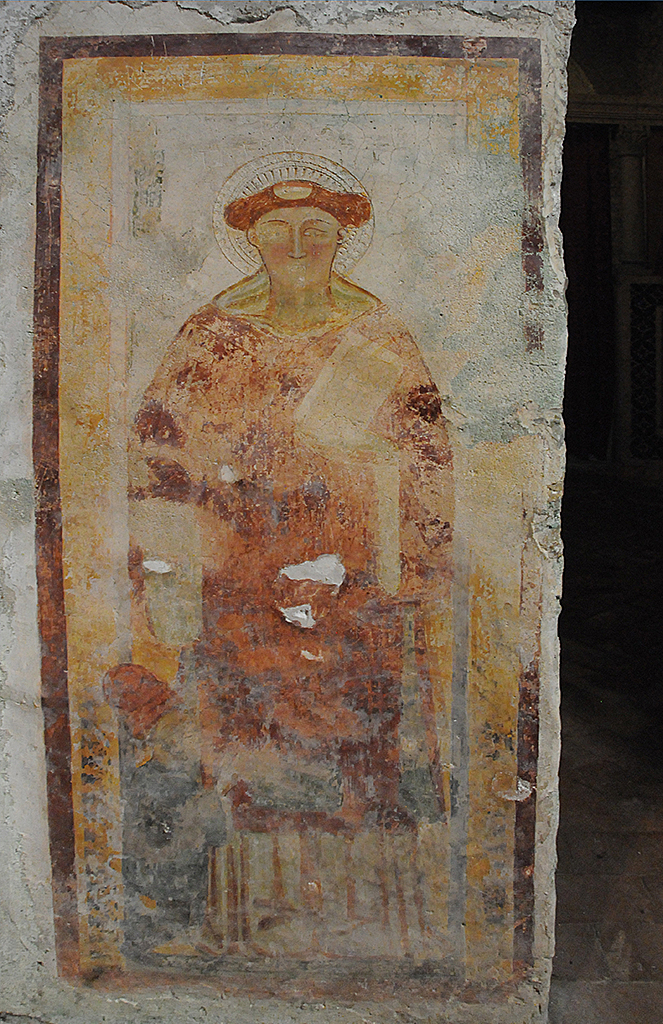
San Guglielmo

### Interno
Si distinguono tre navate terminanti ciascuna in un'abside: la navata centrale ha otto finestre su ogni lato con arco a tutto sesto, una delle quali murata in corrispondenza del campanile. È molto più larga e decorata delle navate laterali.
Colonne e pilastri sostengono archi a tutto sesto scandendo i tre ambienti; i capitelli, ornati di foglie di lauro e altre piante, risalgono al primo quarto del III secolo. La caratteristica della costruzione è l'imprecisione con cui sono disposti i singoli elementi: le colonne non si fronteggiano esattamente; i gradini che salgono al presbiterio sono di misura diversa e la rampa è un po' in diagonale; le arcate non presentano altezze uguali; il coro è delimitato da un archivolto, risultando così una parte ben distinta e isolata della chiesa. La copertura è a capriate scoperte.
Il presbiterio è rialzato sulla cripta, circondato da una balaustra su cui poggiavano due antichi fusti di colonne i cui capitelli sono stati trafugati.
Il ciborio è una delle opere principali dell'abbazia costruito prevalentemente con materiale di spoglio; è composto da baldacchino e tabernacolo, si eleva sopra l'altare mediante 4 colonne ornate con intagli e intrecci fogliari in stile longobardo che ricordano quelle della facciata della chiesa di San Pietro a Spoleto; i capitelli, in stile arabescato in stucco, sono dell'XI-XII secolo.
In fondo a una delle navatelle alcuni gradini portano a un ambiente sopraelevato, che funge da piano d'accesso alla torre campanaria e di cui non si conosce la funzione. Detto vano, forse risalente all'insediamento guglielmita, si configura come una cappellina a pianta quadrata; al suo interno si trova un'absidiola dove campeggia una figura affrescata rimasta nascosta fino al 1969, raffigurante san Michele arcangelo, di autore sconosciuto e piuttosto danneggiata.
Molti affreschi sono stati trafugati, alcuni di quelli rimasti sono rovinati dall'umidità. Risalgono probabilmente all'epoca dei guglielmiti (XIV secolo); San Guglielmo viene raffigurato con una veste rossa su di un'altra veste bianca, con l'aureola realizzata in stucco.
La struttura interna dell'abbazia, con maggiore riferimento alla cripta, al ciborio e all'altare maggiore, si presta ad un collegamento stilistico con Spoleto, allora capitale del ducato longobardo, città che, contrariamente ad altre dell'italia centrale, è ricca di cripte primitive.
Nel 1900, per interessamento del reverendo Luttazi, la chiesa venne dichiarata Monumento Nazionale con Regio Decreto.

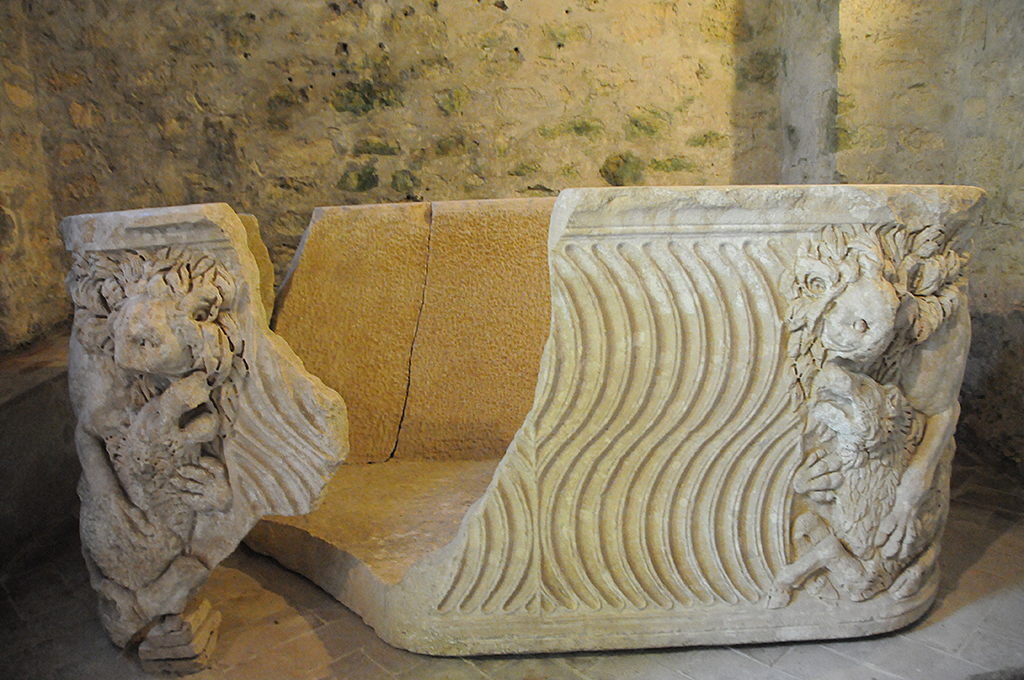
Sarcofago

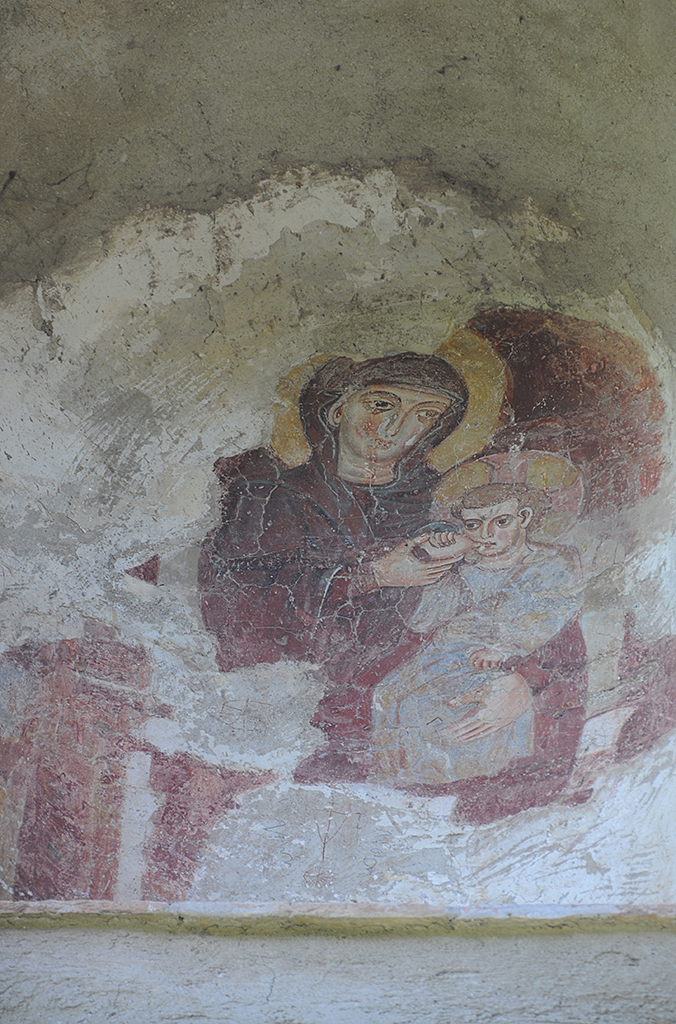
Madonna del latte